# Sordo
A Sordo egy olaszországi folyó. A Monte Cunorre (1257 m) lejtőjéről ered, átszeli Isernia és Campobasso megyéket, majd a Cavalierébe torkollik.